# Abattoir Blues/The Lyre of Orpheus
Abattoir Blues/The Lyre of Orpheus är egentligen två skilda album från Nick Cave and the Bad Seeds, men säljs som ett dubbelalbum. Nummer tretton (eller tretton & fjorton) i ordningen. Det släpptes 2004.

## Låtlista
Abattoir Blues
1. "Get Ready for Love" - 5:05
2. "Cannibal's Hymn" - 4:54
3. "Hiding All Away" - 6:32
4. "Messiah Ward" - 5:15
5. "There She Goes, My Beautiful World" - 5:17
6. "Nature Boy" - 4:54
7. "Abattoir Blues" - 3:59
8. "Let the Bells Ring" - 4:26
9. "Fable of the Brown Ape" - 2:42

The Lyre of Orpheus
1. "The Lyre of Orpheus" - 5:37
2. "Breathless" - 3:14
3. "Babe, You Turn Me On" - 4:21
4. "Easy Money" - 6:43
5. "Supernaturally" - 4:37
6. "Spell" - 4:25
7. "Carry Me" - 3:37
8. "O Children" - 6:49

## Medverkande
Nick Cave (sång, piano, låtskrivande)
The Bad Seeds:
- Martyn P. Casey (basgitarr, låtskrivande)
- Warren Ellis (fiol, mandolin, flöjt, bouzouki, låtskrivande)
- Mick Harvey (gitarr)
- James Johnston (orgel)
- Conway Savage (piano)
- Jim Sclavunos (trummor, slagverk, låtskrivande)
- Thomas Wydler (trummor, slagverk)

Övriga:
Åse Bergström, Lena Palmer, Wendy Rose, Stephanie Meade, Donovan Lawrence & Geo Onayomake från London Community Gospel Choir (kör)

## Singlar och b-sidor
"Nature Boy" släpptes med "She's Leaving You" som b-sida. Det har gjorts en video.
"Breathless/There She Goes, My Beautiful World" har släppts som singel, med "Under This Moon" som b-sida. Det finns en video även till "Breathless".
"Get Ready for Love" har släppts som tredje singel.

## Kuriosa
Blommorna som syns på omslaget är av släktet Wisteria, alltså av samma art som Nick sjunger om i Nature Boy.
Kören lär ska ha protesterat mot att sjunga "There is a war coming" i låten "Hiding All Away" på grund av att detta kunde tolkas som en något kritisk hållning till Gud. Samtidigt lär de ha svalt många av de andra religiösa referenserna utan problem - som i "O Children" och "Get Ready for Love", vilka inte kan sägas vara lovsånger.